# Aphrastochthonius russelli
Espèce
Aphrastochthonius russelli est une espèce de pseudoscorpions de la famille des Chthoniidae.

## Distribution
Cette espèce est endémique du San Luis Potosí au Mexique. Elle se rencontre à Ciudad Valles dans la grotte Cueva Pinta.

## Description
L'holotype mesure 1,04 mm.

## Étymologie
Cette espèce est nommée en l'honneur de William Russell.

## Publication originale
- Muchmore, 1973 : The unique, cave-restricted genus Aphrastochthonius (Pseudoscorpionida, Chthoniidae). Proceedings of the Biological Society of Washington, vol. 85, no 38, p. 433-444 (texte intégral).